# Xuthodes divergens
Xuthodes divergens är en skalbaggsart som beskrevs av Thomas Broun 1880. Xuthodes divergens ingår i släktet Xuthodes och familjen långhorningar. Inga underarter finns listade i Catalogue of Life.